# Bebislucka

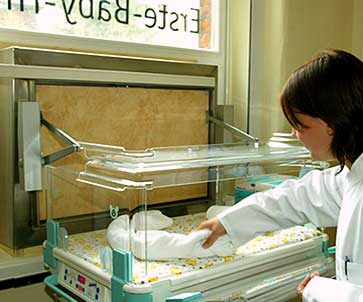
Bebislucka i Tyskland.

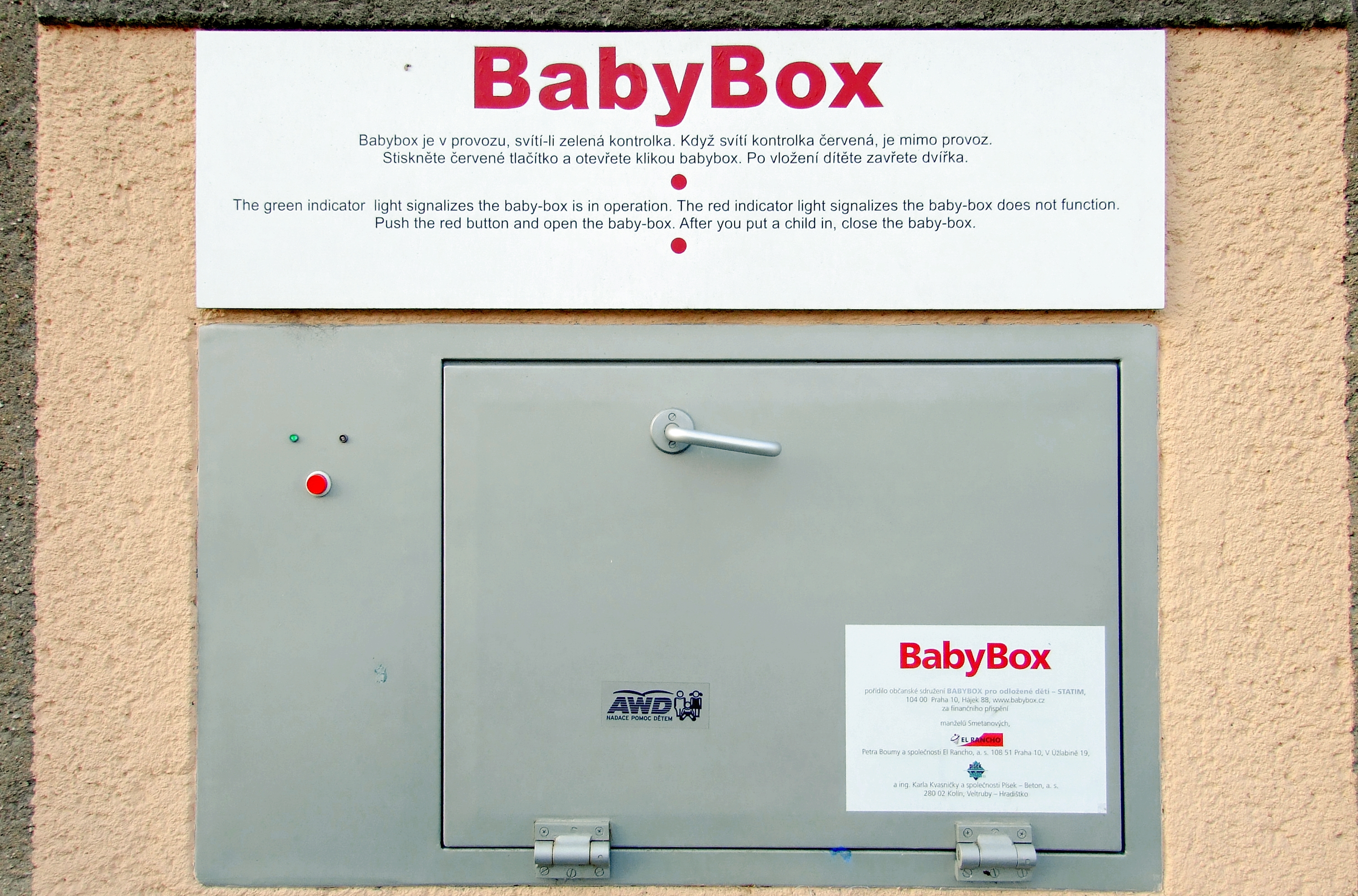
Bebislucka som kallas "BabyBox" i Tjeckien.

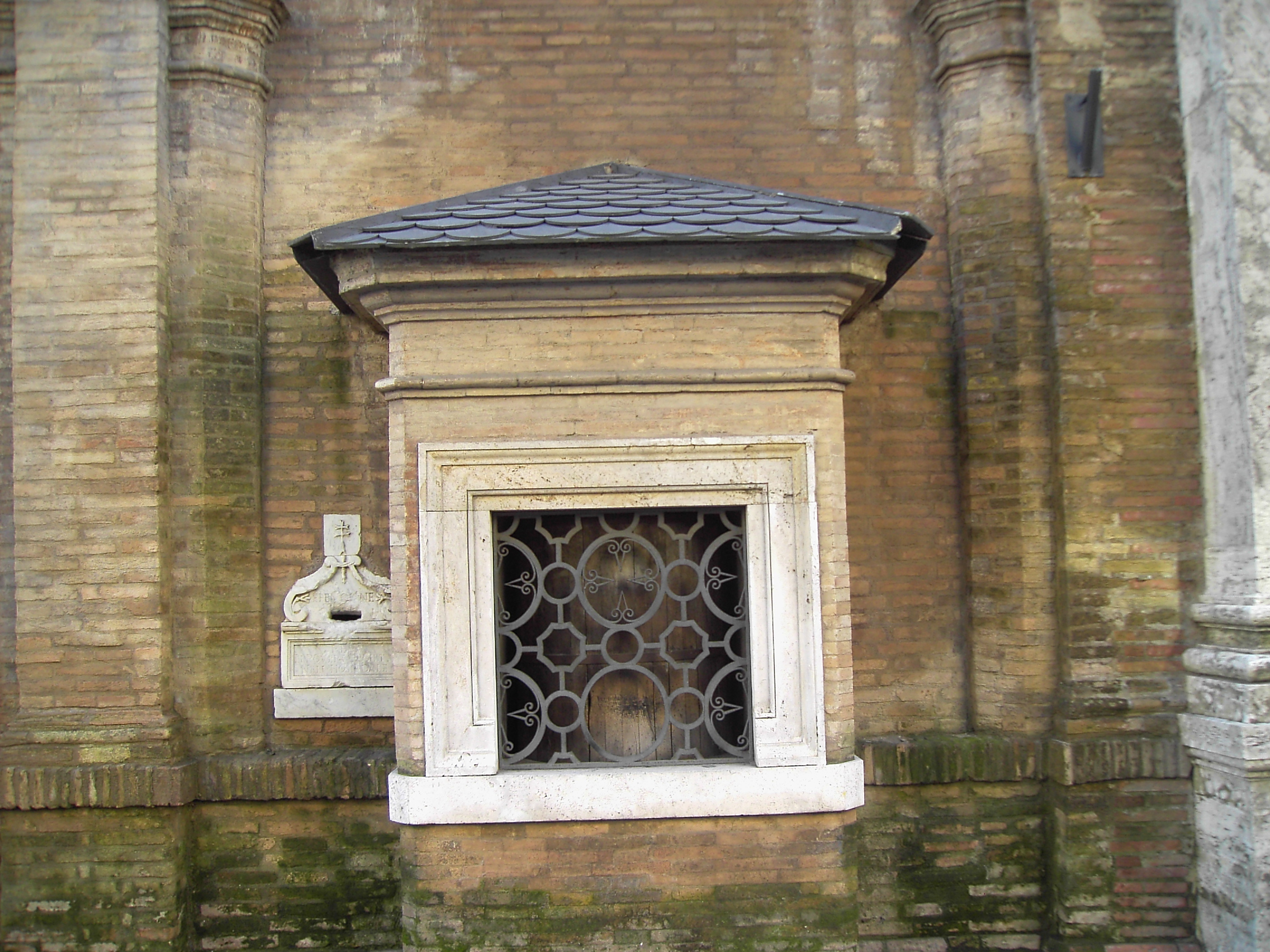
Hittebarnshjulet vid Ospedale di Santo Spirito i Rom.

En bebislucka, babylucka, storkvagga eller hittebarnshjul är en lucka där mammor kan lämna över sina - oftast nyfödda - barn anonymt, och där barnen blir omhändertagna. Detta förekommer främst i Tyskland och Pakistan. 
Bebisluckor var vanliga på medeltiden och på 1700- och 1800-talet, då uppfinningen var känd som foundling wheel (hittebarnshjul).
År 1952 introducerades en modernare form och sedan år 2000 har bebisluckan kommit i bruk i många länder.
I tyskspråkiga länder är luckan känd som babyklappe (bebislucka) eller babyfenster (bebisfönster), och på italienska kallas den för Culla per la vita (vagga för livet).
Bebisluckorna finns vanligen på sjukhus eller sociala inrättningar och består av en dörr eller ett lock på en utvändig vägg, innanför vilken det finns en mjuk säng, uppvärmd eller isolerad. Sensorer i sängen känner av när ett barn har placerats i den så att vårdare kan komma och ta hand om det. I Tyskland vårdas barnet i åtta veckor under vilka mamman kan återvända och kräva tillbaka det utan några rättsliga konsekvenser. Om detta inte händer, är barnet aktuellt för att adopteras bort.

## Historia
Bebisluckor har funnits i en eller annan form genom århundraden. Från 1198 användes det första "hittebarnshjulet" i Italien (ruota dei trovatelli). Påven Innocentius III bestämde att dessa skulle installeras i hem för hittebarn, så att kvinnor kunde lämna sina barn i hemlighet i stället för att döda dem, eftersom denna vana visade sig tydligt i floden Tibern. Ett hittebarnshjul var en upprättstående cylinder vid byggnadens yttervägg, ungefär som en svängdörr. Mödrar lade ned barnet i cylindern, vände den runt så att barnet var inne i kyrkan, och ringde sedan i en klocka för att uppmärksamma skötare. Ett exempel på hittebarnshjulet som fortfarande kan ses i dag finns på sjukhuset Santo Spirito i Vatikanstaten – detta hjul installerades på medeltiden och användes fram till 1800-talet.
I Hamburg i Tyskland satte en holländsk köpman upp ett hjul (Drehladen) på ett barnhem år 1709. Hjulet stängdes år 1714, efter bara fem år, då antalet barn som lämnades in var för stort för att barnhemmet skulle klara det ekonomiskt. Andra hjul är kända för att ha funnits i Kassel år 1764 och Mainz år 1811. 
I Frankrike infördes hittebarnshjul (tours d'abandon - överlåtandetorn) av Saint Vincent de Paul som byggde det första hittebarnshuset år 1638 i Paris. Hittebarnshjulet blev lagligt i en kejserlig dom den 19 januari 1811, och som mest fanns det 251 hittebarnshjul i Frankrike, enligt Anne Martin-Fugier, en skribent om kvinnofrågor. Hittebarnshjulen fanns på sjukhus som Hôpital des enfants-trouvés (Sjukhuset för hittebarn) i Paris.
Men antalet barn som lämnades där ökade till tiotusentals per år, som ett resultat av den desperata ekonomiska situationen vid den tiden, och 1863 stängdes hittebarnshjulen och ersattes av "tillträdesbyråer" där mödrar kunde lämna sina barn men också få råd.
Tours d'abandon avskaffades officiellt den 27 juni 1904.  
Numera tillåts kvinnor i Frankrike att föda anonymt på sjukhus (accouchement sous X) och lämna sina barn där.
Hittebarnshjul användes också i Brasilien och Portugal (roda dos expostos – bokstavligen "hjul för utsatta")  efter att drottning Maria I tillkännagav, den 24 maj 1783, att alla städer borde ha ett sjukhus för hittebarn.
Ett exempel var hjulet som installerades på sjukhuset Santa Casa de Misericordia i São Paulo den 2 juli 1825.
Detta hjul togs ur bruk den 5 juni 1949, efter fem års debatt, efter att ha förklarats oförenlig med det moderna sociala systemet.
En brasiliansk film om detta ämne, Roda Dos Expostos, regisserad av Maria Emília de Azevedo, vann en utmärkelse för "bästa foto" på Festival de Gramado år 2001.
I Storbritannien och Irland, växte hittebarn upp på barnhem som finansierades av Poor Tax.
Det fanns också hem för hittebarn i London och Dublin.
Hittebarnshjulet togs ur bruk år 1826 då sjukhuset i Dublin stängdes på grund av den höga barndödligheten där.
Den första moderna bebisluckan i Tyskland installerades i stadsdelen Altona i Hamburg den 11 april 2000, efter en rad fall år 1999 där barn övergavs och hittades döda. Bebisluckan bestod av en varm säng i vilken barnet kunde lämnas  utanför byggnaden. Efter en kort stund, för att tillåta personen som lämnade barnet att vara anonym, satt ett tyst larm igång som larmade personalen. År 2010 hade 38 barn lämnats i bebisluckan, och 14 av dem återhämtades av sina mammor.

## Anledningar till att använda bebisluckor
En orsak till att många barn förr övergavs var att de föddes utanför äktenskapet.
I dag är bebisluckor avsedda att användas av mödrar som inte klarar att ta hand om sina barn och inte vill avslöja sin identitet.